# Liometopum
Liometopum es un género de hormigas de la subfamilia Dolichoderinae. Se distribuyen por Eurasia y América del Norte, central y el Caribe.
Las orugas de ciertas especies de mariposas tienen una relación simbiótica con las hormigas Liometopum. Producen secreciones con las que las hormigas se alimentan de forma similar a las del género Iridomyrmex.
Escamol es una delicia mexicana que se hace con las larvas y pupas de estas hormigas.

## Especies
Se reconocen las siguientes:
- Liometopum apiculatum Mayr, 1870
- †Liometopum bogdassarovi (Nazaraw, Bagdasaraw & Uriew, 1994)
- †Liometopum brunascens (Heer, 1867)
- †Liometopum crassinervis Heer, 1849
- †Liometopum croaticum (Heer, 1849)
- †Liometopum eremicum Zhang, 1989
- †Liometopum escheri (Heer, 1867)
- †Liometopum globosum (Heer, 1849)
- †Liometopum imhoffii (Heer, 1849)
- †Liometopum incognitum Dlussky, Rasnitsyn, & Perfilieva, 2015[2]
- Liometopum lindgreeni Forel, 1902
- †Liometopum longaevum (Heer, 1849)
- †Liometopum lubricum Zhang, Sun & Zhang, 1994
- Liometopum luctuosum Wheeler, 1905
- Liometopum masonium (Buckley, 1866)
- Liometopum microcephalum (Panzer, 1798)
- †Liometopum miocenicum Carpenter, 1930
- Liometopum occidentale Emery, 1895
- †Liometopum oligocenicum Wheeler, 1915
- Liometopum orientale Karavaiev, 1927
- †Liometopum pallidum (Heer, 1867)
- †Liometopum potamophilum Zhang, 1989
- †Liometopum rhenana (Meunier, 1917)
- †Liometopum scudderi Carpenter, 1930
- Liometopum sinense Wheeler, 1921
- †Liometopum stygium (Heer, 1867)
- †Liometopum venerarium (Heer, 1864)
- †Liometopum ventrosum (Heer, 1849)